# 馬納爾區
馬納爾區是斯里蘭卡北部省的一個區。面積1,963平方公里。2001年人口151,577人。首府馬納爾位於曼納島。